# Pesca a mani nude
Pesca a mani nude (Hillbilly Handfishin') è un programma televisivo statunitense sul noodling, sport che consiste nel pescare dei pesci gatto usando solo le mani e i piedi. I protagonisti sono i pescatori Skipper Bivins e Trent Jackson, proprietari del "Big Fish Adventures" di Temple in Oklahoma, i quali portano i turisti dalle città in laghi e in fiumi fangosi.
Negli Stati Uniti la serie ha esordito ufficialmente il 7 agosto 2011 su Animal Planet, sebbene un episodio pilota sia stato trasmesso già il 24 settembre 2010. In Italia è stata trasmessa a partire dal 3 marzo 2012 sempre su Animal Planet, mentre in chiaro va in onda su DMAX a partire dal 9 agosto.

## Episodi
| nº | Titolo originale               | Titolo italiano                       | Prima TV USA      | Prima TV Italia |
| -- | ------------------------------ | ------------------------------------- | ----------------- | --------------- |
| 1  | Catfish Are Wicked Cute        | Graziosi pesci gatti                  | 7 agosto 2011     | 3 marzo 2012    |
| 2  | Say Hello to My Little Friend  | Ciao amico                            | 14 agosto 2011    | 17 marzo 2012   |
| 3  | Come On You Noodling Diva      | Forza eroi del noodling!              | 21 agosto 2011    | 10 marzo 2012   |
| 4  | Kansas Girls Do It Better      | Le ragazze del Kansas lo fanno meglio | 28 agosto 2011    |                 |
| 5  | Win One for the Skipper        |                                       | 5 settembre 2011  |                 |
| 6  | A Laugh, a Scream and a Giggle |                                       | 11 settembre 2011 |                 |
| 7  | Chillaxin' with Jackson        |                                       | 18 settembre 2011 |                 |
| 8  | Bragging Rights                |                                       | 25 settembre 2011 |                 |
| 9  | Bad to the Bone                |                                       | 2 ottobre 2011    |                 |
| 10 | No Strings Attached            |                                       |                   |                 |
| 11 | Get Back Loretta               |                                       |                   |                 |
| 12 | I Want the Big One             |                                       |                   |                 |